# Doxorubicin
A doxorubicin (C27H29NO11) citotoxikus hatású antraciklin-glikozid. Ismeretes, hogy az antraciklinek az eukarióták számos biokémiai és biológiai funkcióját befolyásolják, a doxorubicin citotoxikus és/vagy antiproliferatív tulajdonsága mégsem tisztázott teljesen.
Amikor a vegyület bekerül a sejtbe, elsősorban annak kromatin állományához kötődik. A doxorubicin komplexet képez a DNS-sel és a bázispárok közötti interkaláció révén meggátolja a DNS és az RNS szintézist az osztódási ciklus „S” fázisában. A VIII. Magyar Gyógyszerkönyvben Doxorubicin-hidroklorid (Doxorubicini hydrochloridum)  néven hivatalos.  

## Készítmények
- ADRIBLASTINA PFS/RTU 50 mg injekció
- CAELYX 2 mg/ml koncentrátum infúzióhoz
- DOXORUBICIN "Ebewe" 10 mg/5 ml koncentrátum infúzióhoz
- DOXORUBICIN "Ebewe" 50 mg/25 ml koncentrátum infúzióhoz
- DOXORUBICIN-TEVA 10 mg/5 ml injekció
- DOXORUBICIN-TEVA 20 mg/10 ml injekció